# FAVORITE THINGS 〜HOUND DOG BEST 1987-1992〜
『FAVORITE THINGS 〜HOUND DOG BEST 1987-1992〜』（フェイバリット・シングス ハウンド・ドッグ・ベスト）は、HOUND DOGが1992年6月27日にリリースした4枚目のベスト・アルバム。

## 解説
HOUND DOGがMOTHER & CHILDREN移籍後、5年間に発売した楽曲から選曲されたベスト・アルバム。ボーナス・トラックとしてCBS・ソニー時代の楽曲「ラスト・ヒーロー」のライブ・ヴァージョンを収録。

## 収録曲
全編曲：蓑輪単志（特記以外）
1. AMBITIOUS
  - 作詞：松井五郎　作曲：蓑輪単志
2. DESTINY
  - 作詞：大友康平　作曲：八島順一
3. BLACKBOARD JUNGLE
  - 作詞：大友康平　作曲：八島順一
4. BELIEVE
  - 作詞：大友康平　作曲：八島順一
5. POWER TO THE PEOPLE
  - 作詞：大友康平　作曲：八島順一・橋本章司
6. LONELY SOLDIER
  - 作詞：大友康平・蓑輪単志　作曲：蓑輪単志
7. TELEPHONE
  - 作詞：大友康平・松井五郎　作曲：蓑輪単志
8. FLY
  - 作詞：大友康平・松井五郎　作曲：蓑輪単志
9. 15の好奇心
  - 作詞：大友康平　作曲：八島順一
10. GLORY
  - 作詞：大友康平・松井五郎　作曲：蓑輪単志
11. LAST HERO （Live Version）
  - 作詞：大友康平　作曲：八島順一
12. ONLY LOVE
  - 作詞：松井五郎　作曲：蓑輪単志
13. TELL ME WHY
  - 作詞：大友康平・松井五郎　作曲：八島順一
14. BRIDGE〜あの橋をわたるとき〜
  - 作詞：大友康平・松井五郎　作曲：蓑輪単志・後藤次利
  - 編曲：後藤次利
15. ROAD
  - 作詞：大友康平　作曲：蓑輪単志